# Конрад фон Хелмщат
Конрад фон Хелмщат (на немски: Conrad von Helmstadt; † сл. 1335) е рицар от род Хелмщат, от 1326 г. амтман на Майнц на замък Мителбург към Щайнах на Некар в Оденвалд в Южен Хесен.
Той е син на Дитер II фон Хелмщат († сл. 1291). Брат е на Рабан фон Хелмщат († 1344) и Герунг фон Хелмщат († сл. 1307).
След смъртта на Бопо фон Щайнах през 1325 г. замъкът Мителбург отива на зетовете му Конрад III фон Ербах-Ербах и Луцо фон Хелмщат.

## Деца
Конрад фон Хелмщат има два сина:
- Луцо фон Хелмщат (* пр. 1316; † сл. 1347), служител в Мителбург Некарщайнах (1335 – 1345), женен за Ирмгард фон Щайнах († сл. 1326), дъщеря на Бопо фон Щайнах († 1325) и на Агнес († сл. 1316).; имат две дъщери и един син
- Конрад фон Хелмщат († сл. 1358), рицар, женен за Аделхайд († сл. 1351); имат два сина